# Eustis (Maine)
Eustis – miasto w Stanach Zjednoczonych, w stanie Maine, w hrabstwie Franklin.